# Jean II d'Amalfi
Jean II d'Amalfi est un duc d'Amalfi associé au trône dès 1014 qui règne avec des interruptions entre 1028 et 1069 avant la conquête de la cité par les Normands en 1073.

## Origine
Jean II est le second duc d'Amalfi de ce nom, il est le fils du duc Sergius II et de son épouse Maria sœur du prince de Capoue. C'est un descendant du duc Sergius Ier qui a instauré un pouvoir dynastique héréditaire sur la cité à partir en 958. Dès 1014 il est associé comme corégent à son père Sergius III.

## Règnes
Malgré son association au trône par son père, Jean II rencontre de grandes difficultés pour assumer le pouvoir sur Amalfi, du fait de la forte influence exercée par Pandolf IV de Capoue sur sa sœur Maria, la mère de Jean II. Dès 1027-28 Pandolf conquiert Naples, il contrôlait également Salerne, où régnait son neveu Guaimar IV. Jean II et son père sont contraints de s'exiler à Byzance et de laisser le pouvoir à  Maria et à son jeune fils Manson II. On ne connaît les circonstances de cette dépossession que par la tardive Chronicon Amalfitanum (vers 1300) et par le fait que Maria et Manso II, dans leurs actes postérieurs  comptent les années de leurs règnes "post eorum recuperationem". Dès 1029 Jean II est de retour à Amalfi, sans son père et il reprend le pouvoir. Au début de 1031 il nomme corégent son propre fils Sergius IV et à la même époque il reçoit de la cour byzantine le titre de patrice.
En avril ou mai 1034 Jean II doit une nouvelle fois abandonner le pouvoir et rendre le gouvernement à sa mère Maria et à Manson II. Ce nouveau changement de souverains à la tête d'Amalfi est encore lié à l'influence de Pandolf IV, qui avait perdu sa domination sur Naples, mais avait entretemps conquis Gaète. Jean II se retire alors à Naples où s'était rétabli un duc de la dynastie nationale. 
À Amalfi, Maria assumait le tire de « ducissa et patricissa » car son époux  Serge avait obtenu en  1010 le titre de « patricius », mais son fils Manson II ne réussit pas à obtenir de titre de la cour byzantine. En 1030, Pandolf IV perd Capoue à la suite de l'intervention de l'Empereur Conrad II du Saint-Empire, Maria est privée de son soutien à Amalfi et Jean II reprend le pouvoir la même année. Selon l'usage byzantin il fait aveugler son frère Manson et il l'exile dans les îles Galli, au large de la côte amalfitaine; par contre il se réconcilie avec sa mère avec qui il partage nominalement le pouvoir comme en témoignent divers documents. En avril 1039 Jean II doit pourtant céder le pouvoir à Guaimar IV de Salerne, le neveu de Pandolf IV, et prendre pour la troisième fois le chemin de l'exil et se réfugier de nouveau à Byzance. 
En 1042 Guaimar IV qui avec le soutien des Normands d'Aversa, avait conquis cette même année Sorrente et la suivante reconquis Gaète, rétablit comme duc d'Amalfi son frère dépossédé, Manso II surnommé désormais « l'Aveugle » . Ce dernier nomme corégent en 1047 son propre fils Guaimar, démontrant ainsi sa volonté d'établir un pouvoir héréditaire. On ne possède pas d'information sur Jean II pendant son exil qui dure 12 ans. En 1052 il prend part à une conjuration contre Guaimar IV de Salerne qui est assassiné au mois de juin.  Manson II est envoyé en exil et Jean II et son fils et associé Sergius IV peuvent revenir à Amalfi. Lors de son retour Jean II arbore le titre de  « patricius », et d'autres titres byzantins ceux d'« anthypatus » et « vestis ». Il réussit à s'imposer face à Gisulf II de Salerne, le fils et successeur de Guaimar IV, en s'alliant avec le Normand Richard d'Aversa, un ennemi de Gisulf. Jean II avait déjà constitué des liens avec ces mêmes Normands avant la chute de Pandolf IV de Capoue, quand l'oncle de Richard, Rainulf Ier, mort sans héritier, avait épousé en secondes noces une de ses sœurs. Jean II conclut finalement la paix avec Gisulf II de Salerne et peut gouverner sans problème Amalfi jusqu'à sa mort en 1069.

## Postérité
Jean II a pour successeur son fis et corégent, Sergius IV, toutefois ce dernier qui s'était associé son propre fils Jean III, disparaît dès  1073 et avec lui se termine la dynastie des ducs d'Amalfi.